# Природно-заповідний фонд Лубенського району
Природно-заповідний фонд Лубенського району становить 15 об'єктів ПЗФ (7 заказників, 6 пам'яток природи, 1 заповідне урочище та 1 дендрологічний парк). З них 1 — загальнодержавного значення (ландшафтний заказник «Червонобережжя»). Загальна площа ПЗФ — 863 га.

## Об'єкти

### Природні об'єкти

#### Заказники
| Назва об'єкта    | Тип, категорія, значення                         | Рік створення | Площа (га)                             | Місцезнаходження                              | Зображення |
| ---------------- | ------------------------------------------------ | ------------- | -------------------------------------- | --------------------------------------------- | ---------- |
| «Байрак»         | Заказник гідрологічний місцевого значення        | 1984          | 179,1                                  | с. Березоточа                                 |            |
| «Вовчанський»    | Заказник ботанічний місцевого значення           | 1979          | 4,5                                    | с. Вовчик                                     |            |
| «В'язівський»    | Заказник гідрологічний місцевого значення        | 1984          | 36,4                                   | с. В'язівок                                   |            |
| «Крутий Берег»   | Заказник гідрологічний місцевого значення        | 1982          | 50                                     | с. Крутий Берег                               |            |
| «Окіпський»      | Заказник гідрологічний місцевого значення        | 1984          | 31                                     | с. Окіп                                       |            |
| «Снітинський»    | Заказник гідрологічний місцевого значення        | 1984          | 34                                     | с. Снітин                                     |            |
| «Червонобережжя» | Заказник ландшафтний загальнодержавного значення | 1990          | 805 (в межах Лубенського району — 148) | с. Гінці, Калайденцівське лісництво, кв. 1-21 |            |

#### Пам'ятки природи
| Назва об'єкта           | Тип, категорія, значення                       | Рік створення | Площа (га) | Місцезнаходження                                  | Зображення |
| ----------------------- | ---------------------------------------------- | ------------- | ---------- | ------------------------------------------------- | ---------- |
| «Висачківський кар'єр»  | Пам'ятка природи геологічна місцевого значення | 1993          | 22,9       | с. Висачки                                        |            |
| «Городище»              | Пам'ятка природи комплексна місцевого значення | 1995          | 18,7       | с. Мацківці, Оржицьке лісництво, кв. 35 вид. 7-12 |            |
| «Дуб черешчатий»        | Пам'ятка природи ботанічна місцевого значення  | 1969          | 0,02       | Приміське лісництво, кв. 1 вид. 2                 |            |
| «Дуби черешчаті»        | Пам'ятка природи ботанічна місцевого значення  | 2002          | 0,5/2      | с. Снітин                                         |            |
| «Мгарська Дача»         | Пам'ятка природи ботанічна місцевого значення  | 1969          | 182        | с. Мгар, Приміське лісництво, кв. 23-25           |            |
| «Олександрівський горб» | Пам'ятка природи комплексна місцевого значення | 1995          | 12,4       | с. Олександрівка                                  |            |

#### Заповідне урочище
| Назва об'єкта | Тип, категорія, значення             | Рік створення | Площа (га) | Місцезнаходження | Зображення |
| ------------- | ------------------------------------ | ------------- | ---------- | ---------------- | ---------- |
| «Торговиця»   | Заповідне урочище місцевого значення | 1993          | 135,8      | с. Піски         |            |

### Штучно створені об'єкти

#### Дендрологічний парк
| Назва об'єкта    | Тип, категорія, значення               | Рік створення | Площа (га) | Місцезнаходження | Зображення |
| ---------------- | -------------------------------------- | ------------- | ---------- | ---------------- | ---------- |
| «Лікарський сад» | Дендрологічний парк місцевого значення | 2011          | 7,6365     | с. Березоточа    |            |